# Canoagem nos Jogos Pan-Americanos de 2015 - K-1 500 m feminino
A competição do K-1 500 metros feminino foi um dos eventos da canoagem nos Jogos Pan-Americanos de 2015. Foi disputada na Welland Pan Am Flatwater Centre, em Welland, nos dias 11 de julho e 13 de julho.

## Calendário
Horário local (UTC-4).
| Data        | Horário | Fase      |
| ----------- | ------- | --------- |
| 11 de julho | 11:00   | Baterias  |
| 11 de julho | 12:15   | Semifinal |
| 13 de julho | 11:35   | Final     |

## Medalhistas
| Ouro   | CUB Yusmari Mengana   |
| Prata  | CAN Michelle Russell  |
| Bronze | BRA Ana Paula Vergutz |

## Resultados

### Baterias

#### Bateria 1
| Pos. | Canoísta                  | Nacionalidade      | Tempo    | Notas |
| ---- | ------------------------- | ------------------ | -------- | ----- |
| 1    | Yusmari Mengana           | CUB Cuba           | 1:52.671 | F     |
| 2    | Michelle Russell          | CAN Canadá         | 1:53.794 | F     |
| 3    | Maggie Hogan              | USA Estados Unidos | 1:57.632 | F     |
| 4    | Rosa Hinojosa             | MEX México         | 2:05.279 | SF    |
| 5    | Melissa Reyes             | PUR Porto Rico     | 2:06.734 | SF    |
| 6    | Jeanarett Valenzuela Soto | CHI Chile          | 2:08.164 | SF    |

#### Bateria 2
| Pos. | Canoísta                | Nacionalidade | Tempo    | Notas |
| ---- | ----------------------- | ------------- | -------- | ----- |
| 1    | Ana Paula Vergutz       | BRA Brasil    | 1:54.909 | F     |
| 2    | Yerly Tatiana Munoz Rua | COL Colômbia  | 1:59.079 | F     |
| 3    | Martina Isequilla       | ARG Argentina | 2:00.098 | F     |
| 4    | Stefanie Perdomo Vinces | ECU Equador   | 2:01.930 | SF    |
| 5    | Mara Guerrero Gil       | VEN Venezuela | 2:07.832 | SF    |

### Semifinal
| Pos. | Canoísta                  | Nacionalidade  | Tempo    | Notas |
| ---- | ------------------------- | -------------- | -------- | ----- |
| 1    | Rosa Hinojosa             | MEX México     | 2:03.383 | F     |
| 2    | Stefanie Perdomo Vinces   | ECU Equador    | 2:05.459 | F     |
| 3    | Melissa Reyes             | PUR Porto Rico | 2:06.818 | F     |
| 4    | Mara Guerrero Gil         | VEN Venezuela  | 2:08.211 |       |
| 5    | Jeanarett Valenzuela Soto | CHI Chile      | 2:08.233 |       |

### Final
| Pos.              | Canoísta                | Nacionalidade      | Tempo    | Notas |
| ----------------- | ----------------------- | ------------------ | -------- | ----- |
| Medalha de ouro   | Yusmari Mengana         | CUB Cuba           | 2:00.656 |       |
| Medalha de prata  | Michelle Russell        | CAN Canadá         | 2:02.381 |       |
| Medalha de bronze | Ana Paula Vergutz       | BRA Brasil         | 2:03.329 |       |
| 4                 | Maggie Hogan            | USA Estados Unidos | 2:06.013 |       |
| 5                 | Martina Isequilla       | ARG Argentina      | 2:11.145 |       |
| 6                 | Stefanie Perdomo Vinces | ECU Equador        | 2:11.713 |       |
| 7                 | Rosa Hinojosa           | MEX México         | 2:12.191 |       |
| 8                 | Yerly Tatiana Munoz Rua | COL Colômbia       | 2:14.300 |       |
| 9                 | Melissa Reyes           | PUR Porto Rico     | 2:17.128 |       |